# 七七事变

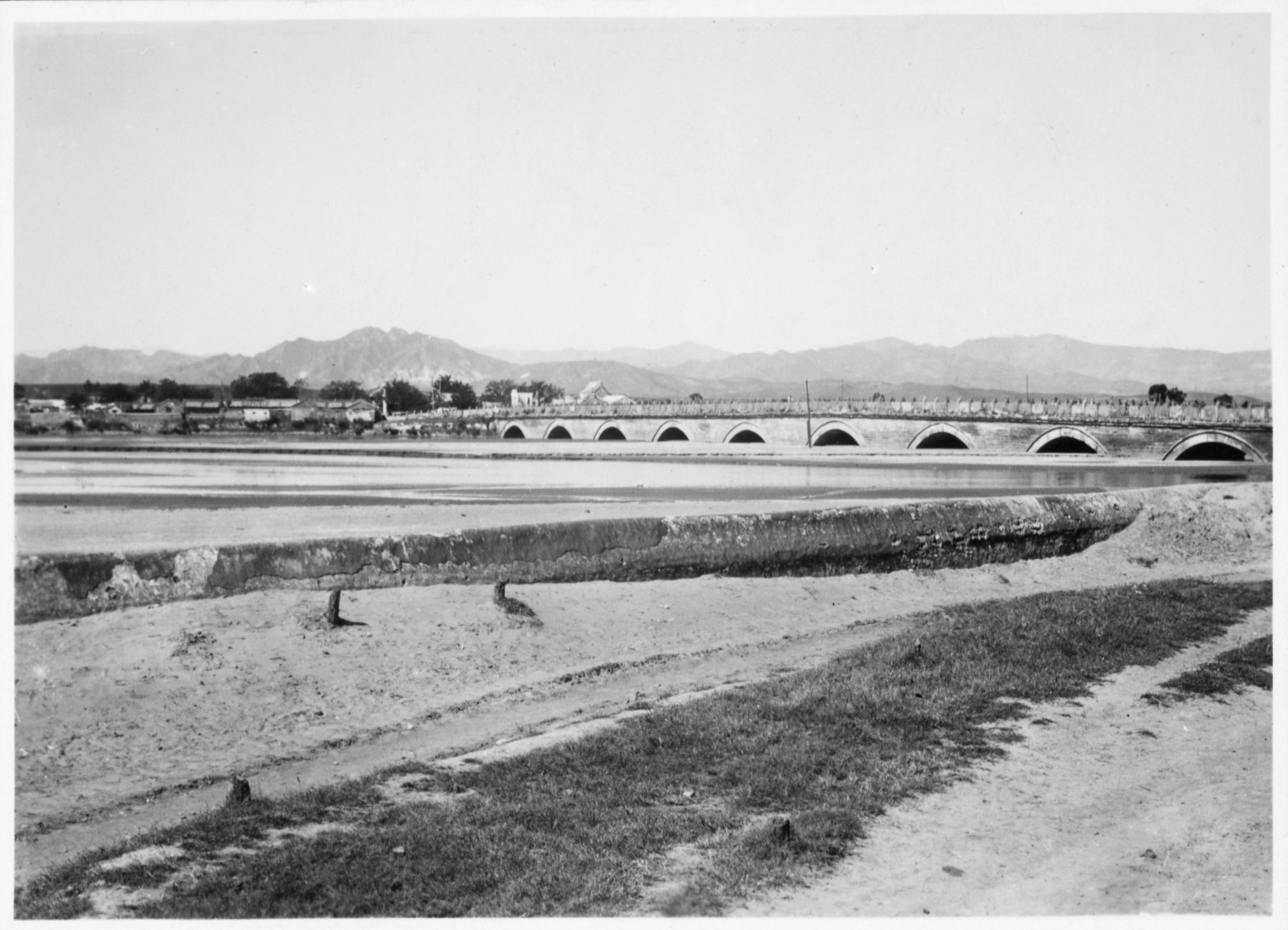
七七事变后日本人拍摄的卢沟桥

七七事變，又稱盧溝橋抗戰、卢沟桥事變:472、馬可波羅橋事变（英語：Marco Polo Bridge Incident）:660，是1937年7月7日發生在河北省宛平縣盧溝橋的日本中國驻屯军与國民革命軍第二十九軍之间的一次軍事衝突，被认為是中國抗日戰爭（八年抗戰）全面爆發的起點:304-315。中國抵抗日本發動全面戰爭之作戰:472。
1937年7月7日晚10時40分，日本駐豐台中國駐屯軍結束在盧溝橋附近軍事演習，稱演習地點傳來槍聲，並有一名士兵志村菊次郎「失蹤」，要求進入宛平城搜查，遭守城的国民革命军第二十九军（前身之一為西北軍）拒絕。日軍即攻擊城西盧溝橋:472。翌日清晨5時許，日軍砲轰宛平城，國軍第二十九軍奮起抵抗:472。随后发生平津作战。第二十九軍在之后的平津作战中战败，撤退至保定，日軍佔領平津地区，中国抗日战争全面爆发。

## 背景

### 地理位置
盧溝橋在北京西南郊，跨永定河（舊稱盧溝河）上:470。盧溝橋始建於1189年，成於1192年，長266.5米，寬約7.5米，由11孔石拱組成；橋旁建有石欄，共刻有石獅485個:470。盧溝橋高10餘米，經馬可孛羅推崇，西方人稱為馬可孛羅橋:660。全國重點文物保護單位，其旁另建有新橋；橋東附近宛平城，1937年「七七盧溝橋事變」從這裡開始:470。

### 历史背景

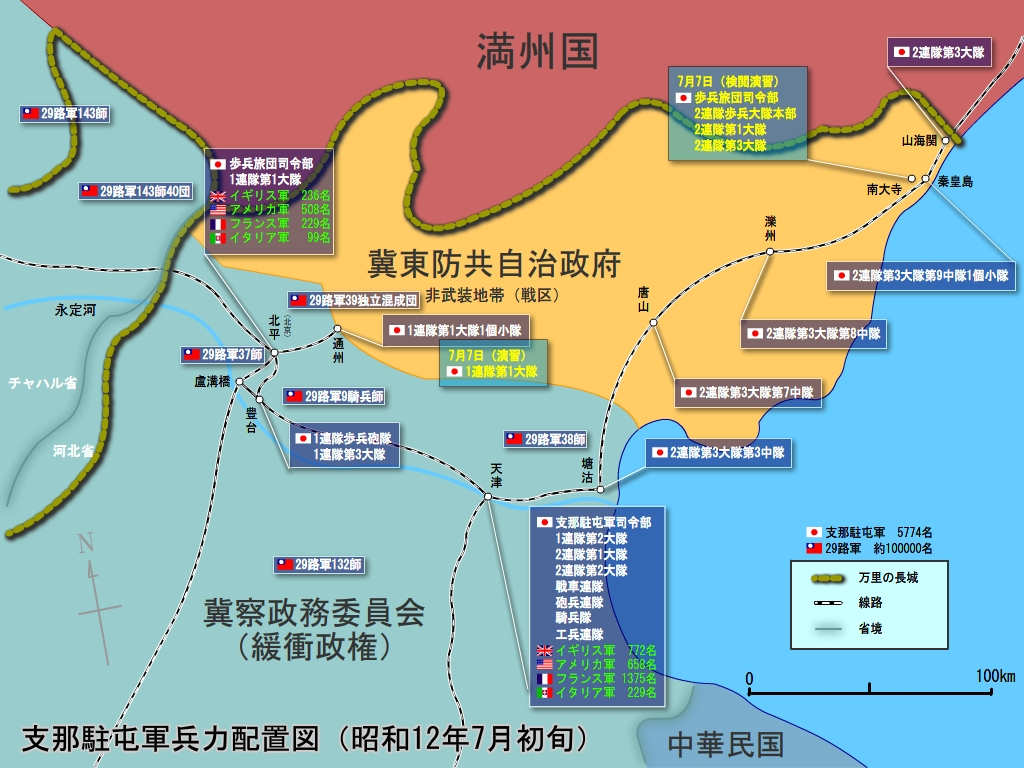
卢沟桥事变背景

1901年八國聯軍攻入北京後，依《辛丑條約》約定，日本開始在華北駐軍。
清廷被推翻後，駐華日軍由「清國駐屯軍」改名「中國駐屯軍」，駐地就在蘆溝橋所在宛平城外。日本侵占中国东北后制造傀儡政權，1932年3月9日在長春成立满洲国:2557。
1935年日本推动華北五省自治，12月國民政府設立冀察政務委員會应对:85-120。
兩廣事變和西安事變后，中国未发生內戰，更加團結:659。1936年12月3日，日本海軍陸戰隊千餘人在青島登陸，佔領中國國民黨市黨部以武力搜索，還赴各日營紗廠毆捕罷工工人:368。12月23日，日本首相廣田弘毅在日本樞密院報告，如果國民政府以容共為條件，與張學良妥協，日本即斷然排擊:659。12月28日，關東軍稱，倘中國政府接受共產主義與抗日政策，關東軍將採任何必要方法，以防衛滿洲國及維持東亞和平:659。
1937年初，天津日本駐屯軍司令田代皖一郎再與冀察政務委員長宋哲元談判華北經濟問題，以南京不同意日方要求，仍無結果:659。1月6日，中國外交部向駐華日使館抗議，天津日機散布傳單刊物:332。3月，外交部長王寵惠發表談話，謂國家主權必須完整，國際關係必須以平等互惠為原則:660。蔣介石招待日本經濟考察團，強調「己所不欲，勿施於人」，希望日本停止在中國活動:660。4月1日，日軍在上海演習:369。4月，日本再增兵平、津；外務、大藏、陸軍、海軍四大臣會議，決使華北防共、親日、親滿:659。4月2日，日海軍武官與天津會商，議決興築塘沽港口:369。報紙聲言擴大塘沽協定及冀東防共自治政府，不令華北「中央化」、「中央集權化」，有説驅逐第二十九軍:659。4月25日，華北日本駐屯軍始在平、津郊區及通縣附近演習:369。5月，關東軍司令植田謙吉在熱河承德，田代皖一郎在天津分別召開會議，加緊壓迫綏遠、華北:659。5月22日，汕頭日本領事館巡查青山尋釁鬧事，毆傷中國警員；日軍調軍艦赴汕頭港威脅嚇，製造汕頭事件:369。6月初，近衛文麿組閣，廣田改任外相，一意將就軍人:659。6月4日，國民政府要求日本拆除天津日軍用無線電台:369。關東軍參謀長東條英機揚言，為對俄作戰，應先予南京政府以武力打擊，清除後方威脅:659-660。6月25日，日本駐華大使川越茂發表談話，希望「中國再認識日本」:369；謂中國須認清日本生存與發展之權利，及滿洲國生存與華北之必然聯繫:660。

### 中国军队

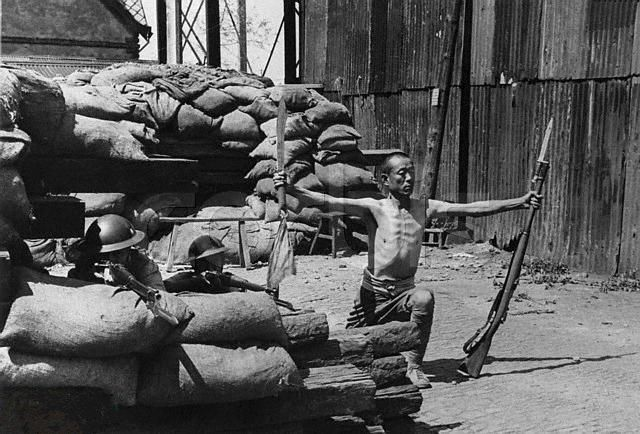
二十九军

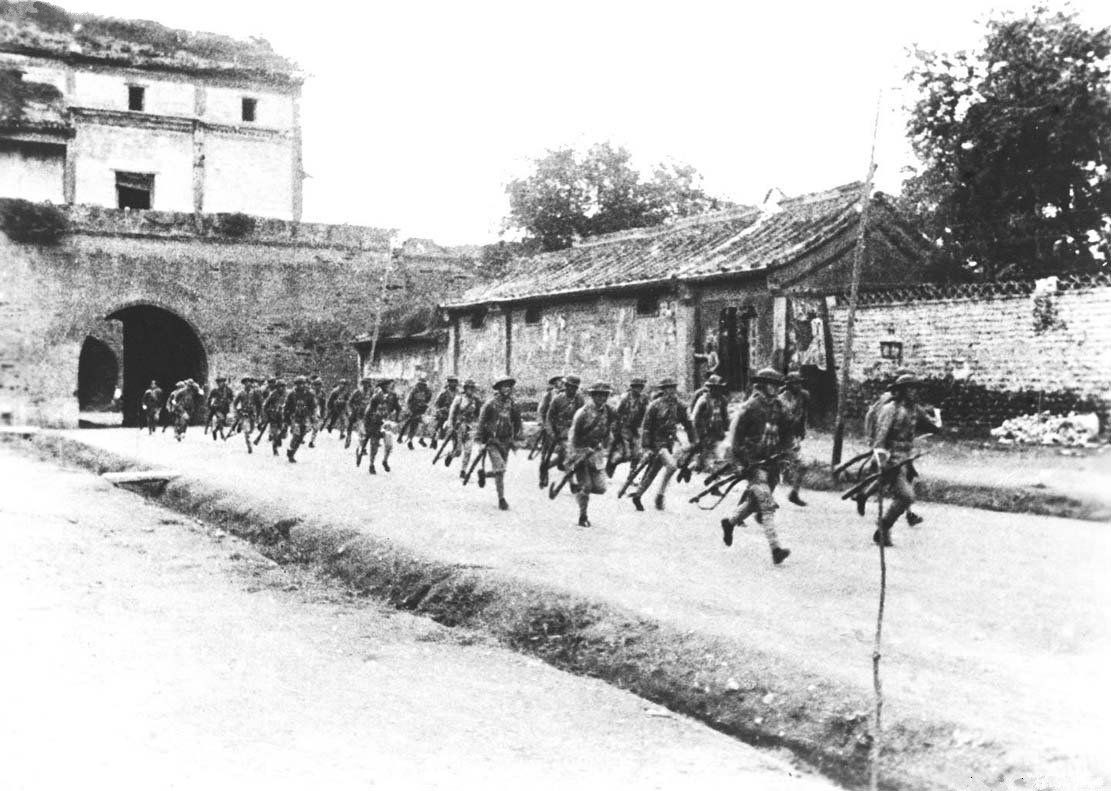
宛平县守军出动

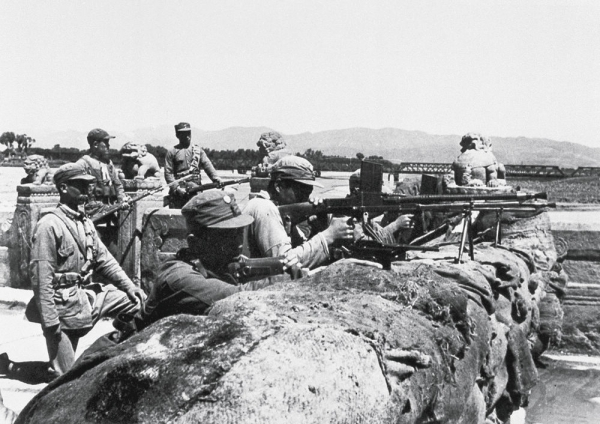
二十九军

1930年3月20日，中原大战爆发，由韓復榘、孫殿英兩部在隴海鐵路歸德開其端（「中原大戰」地方實力派阎錫山、冯玉祥、李宗仁、張發奎等挑戰中央政府之內戰:241）。
七七事變前，中國士兵大多是文盲，截至1936年底，全國訓練完畢之高中及同等學歷之合格預備兵，僅17,490人，專科以上文化程度之候補軍官全國僅880人；當時一粒子彈價值約相當於7斤半大米或35個雞蛋，因此平時訓練多為空槍射擊，訓練素質非常低下，槍法不準。7月初，日本中國駐屯軍在北平城外的蘆溝橋、長辛店、回龍橋、平漢線等處進行軍事演習，製造摩擦:163。事變時，中國全國75毫米以上火炮只有800多門，其中重炮只有48門。
1937年上半年以前，國軍在華北前線駐防只有宋哲元的第二十九軍一個軍兵力:53，轄4個步兵師、1個騎兵師、1個特務旅、2個保安旅，总兵力約10万人:56，分散於張家口、北平、天津及平綏鐵路、北寧鐵路沿線，兵力十分單薄:53。
1937年6月，第二十九軍第三十七師第一一〇旅第二一九團第三營（約1,400人）為加強蘆溝橋地區防禦，將第十一連配置於鐵路橋西端大王廟（營部所在地），重迫擊砲連置鐵路橋西，輕迫擊砲連置城東門內，重機槍槍連置城內東北、西南部；並從6月26日開始，實行夜間特別警戒:55。
至於中國之決計應戰，一以勢迫出此，日本野心並無止境，如再忍讓，不惟華北將為東北之續，且欲求偏安而不可得；二以人心憤激已至極點，中共主戰尤力，此次如再不抵抗，內戰勢將重起；三以中國雖非日本之敵，然以土地之廣，斷非日軍所能全部據有；四以英、美深忌日本勢力之擴張，假以時日，國際情勢定有變化，彼時如與日本談判，為害亦較目前為輕，何況中、蘇正在談判互不侵犯條約，短期內可望獲得援助:663。事变发生前，第二十九军军长為宋哲元，副军长為佟麟閣、秦德纯，参谋长為张樾亭，副参谋长为张克侠，总参议为张维藩，兵力编成如下表:141。
| 部队             | 司令官               | 部署   | 属下部隊                                     | 兵力       |
| ---------------- | -------------------- | ------ | -------------------------------------------- | ---------- |
| 第三十七师       | 师长：冯治安         | 西苑   | 第一〇九、第一一〇、第一一一、独立第二十五旅 | 约15,750名 |
| 第三十八师       | 师长：张自忠         | 南苑   | 第一一二、第一一三、第一一四、独立第二十六旅 | 约15,400名 |
| 第一三二师       | 师长：赵登禹         | 河间   | 第一、第二、独立第二十七旅                   | 约15,000名 |
| 第一四三师       | 师长：刘汝明         | 张家口 | 第一、第二、独立第二十九旅、独立第二十旅     | 约15,100名 |
| 独立第三十九旅   | 旅长：阮玄武         | 北苑   |                                              | 约3,200名  |
| 独立第四十旅     | 旅长：刘汝明（兼任） | 张家口 |                                              | 约3,400名  |
| 骑兵第九师       | 师长：郑大章         | 南苑   |                                              | 约3,000名  |
| 独立骑兵第十三旅 | 旅长：姚景川         | 宣化   |                                              | 约1,500名  |
| 特务旅           | 旅长：孙玉田         | 南苑   |                                              | 约4,000名  |
| 河北边区保安队   | 司令：石友三         | 黄寺   |                                              | 約2,000名  |

而河北省和察哈尔省中除第二十九军以外的部队（7月上旬）則有第三十九师（师长庞炳勋）、第六十八师（师长李服膺）、第九十一师（师长冯占海）、第一〇一师、第一一六师（师长缪澄流）、第一一九师（师长黄显声）、第一三〇师、第一三九师、第一四一师、第一四二师、骑兵第二师（师长黄显声），总兵力约153,000名。

### 日本军方
日軍強占中國東北地區後，繼續對河北省、察哈爾省及綏遠省等，施行其武力壓迫及政治分化等，造成各種傀儡組織，在冀東有「冀察防共自治政府」，在察北則有「蒙漢回自治政府」；更於各該區積極培養成立保安自治等部隊河北事件發生以來，日軍任意作非法演習:660。日本軍部積極作侵華之動員準備:111。宋哲元與田代皖談判之時，川越茂亦晉見蔣介石有所表示:660。1936年上半年，日本向華北增兵，強化華北駐屯軍，司令部設在天津:53。4月，華北日軍開始演習:660。5月，在古北口等處築炮台，在北寧鐵路沿線派駐重兵:53。自5月起，日本不斷擴充华北駐屯軍:56。9月，強佔丰台:53。
1937年1月20日，日本參謀本部提出要給中國「給予致命的痛擊」:333。2月外務省制定《第三次處理華北綱要》，聲言「要對南京政權採取措施」:356-357。2月18日，日本華北駐屯軍在丰台等地駐軍；3月24日，日艦70艘擬在青島大演習，以中國為假想敵:369。5月22日，日本駐汕頭領事館巡查青山清偕四戈遷入汕頭永平路神州行居住，拒報戶口，並毆傷中國警察，遭中方拘捕，日艦開赴汕頭威嚇，稱「汕頭事件」:5430；5月25日，日本駐華大使館及廣州領事館為汕頭事件向中國外交部及廣東省政府提出抗議:5432；5月26日，日本內閣討論汕頭事件，日駐台灣海軍軍艦奉命開抵汕頭:5433；5月27日，中國外交部發言人就「汕頭事件」發表談話，說明日人拒不登記戶口，且行兇毆傷中國警員，日本政府訓令駐使館日高代辦，第二次向中國提出「汕頭事件」抗議:5433-5434；5月28日，中國外交部駐兩廣特派員刁作謙派秘書凌士芬飛汕頭調查日人毆警案，日駐廣州領事館副領事竹吉貞治同行:5434；5月29日，中日雙方人員在汕頭調日人清山清歐擊，證實為日人先行兇:5434；5月30日，汕案已查明，日方表示願就地和平解決，駐汕頭日艦已撤退3艘:5435；6月8日，離汕頭日艦復折回示威，日艦駛至汕頭者增至7艘:5442；6月12日，日本對解決「汕頭事件」又復提出新要求:5445；6月15日，日艦違例駛回汕頭，外交部特派員刁作謙向日本領事抗議:5446。6月日本集中其河邊旅團於北平近郊:111，驻军根据《昭和十二年度帝国陆军作战计划要领》进行军事演习。6月21日，華北日軍駐屯軍司令部成立臨時作戰課，以準備侵華戰爭:369。6月25日，日軍在蘆溝橋附近舉行軍事演習:335。日軍開始在蘆溝橋一帶連日舉行夜間演習:369。丰台的駐屯軍第1團第3營在蘆溝橋附近的軍事演習及挑衅活動日趨頻繁:55。6月28日，關東軍司令官、朝鮮總督、南滿鐵路總裁、華北屯駐軍司令官在大連會議，侵華形勢，日趨積極:335。
日本之所以於此時發動戰爭，一以中國共產黨再與中國國民黨合作，容共、聯俄之局復成，必須及時遏制，先控有華北；二以中國國力尚待充實，必須早予以挫折，不信蔣介石真有作戰決心；三以德、日防共協定及日、義協定已於1936年11月成立，日本已不孤立，英、美不致斷然行動:663。事變發生前，日军中国驻屯军约5,600名（另说8,400人:56），其中主力驻扎在天津，北平城内以及城外丰台镇各驻扎一支部队。天津驻有步兵第2團主力、炮步獨立團、戰車隊、工兵隊、機器化學戰隊及騎兵隊一部:56。日驻军兵力如下：
| 中国驻屯军:8                                                   | 司令官                                                                      |
| -------------------------------------------------------------- | --------------------------------------------------------------------------- |
| 军司令部                                                       | 军司令官：田代皖一郎中将（7月11日之後，由香月清司接任），参谋长：桥本群少将 |
| 中国驻屯歩兵旅团（北平）                                       | 旅团长：河边正三少将                                                        |
| 中国驻屯步兵第一联队（北平）                                   | 联队长：牟田口廉也大佐                                                      |
| 中国驻屯（北平）电信所、宪兵分队、军医院分院                   |                                                                             |
| 中国驻屯步兵第二联队（天津）                                   | 联队长：萱岛高大佐                                                          |
| 中国驻屯炮兵连队（第一大队山炮第二中队、第二大队十五榴二中队） | 联队长：铃木率道大佐                                                        |
| 中国驻屯战车队                                                 | 队长：福田峰雄大佐                                                          |
| 中国驻屯骑兵队                                                 | 队长：野口钦一少佐                                                          |
| 中国驻屯工兵队                                                 |                                                                             |
| 中国驻屯通信队                                                 |                                                                             |
| 中国驻屯宪兵队                                                 | 队长：赤藤庄次中佐                                                          |
| 中国驻屯军医院、仓库                                           |                                                                             |

| 别动队 | 注释                           |
| ------ | ------------------------------ |
| 通州   | 步一连队一小队                 |
| 丰台   | 步一连队第三大队，歩兵炮队     |
| 塘沽   | 步二连队第三中队               |
| 唐山   | 步二连队第七中队               |
| 滦州   | 步二连队第八中队               |
| 昌黎   | 步二连队一小队                 |
| 秦皇岛 | 步二连队一小队                 |
| 山海关 | 歩二连队第三大队本部，第九中队 |

| 部署               | 司令官 |
| ------------------ | --- |
| 北平陆军部         | 部长：松井太久郎大佐，副官：寺平忠辅大尉，第二十九军军事顾问：中岛弟四郎中佐，长井德太郎少佐，笠井牟藏少佐 |
| 通州陆军部         | 细木繁中佐，甲斐厚少佐                                                                                     |
| 太原陆军部         | 河野悦次郎中佐                                                                                             |
| 天津陆军部         | 茂川秀和少佐                                                                                               |
| 张家口陆军部       | 大本四郎少佐                                                                                               |
| 济南陆军部         | 石野芳男中佐                                                                                               |
| 青岛陆军部         | 谷萩那华雄中佐                                                                                             |
| 北平派驻武官副官   | 今井武夫少佐                                                                                               |
| 陆军运输部塘沽分部 | |

加上日本之偽軍，足以對華北安全構成威脅；駐中國東北關東軍轄4個師、4個旅及5個獨立守備隊，成為進攻華北二線部隊；另外，日本台灣軍和朝鮮軍共有2個師兵力:53。

## 事变经过時間表

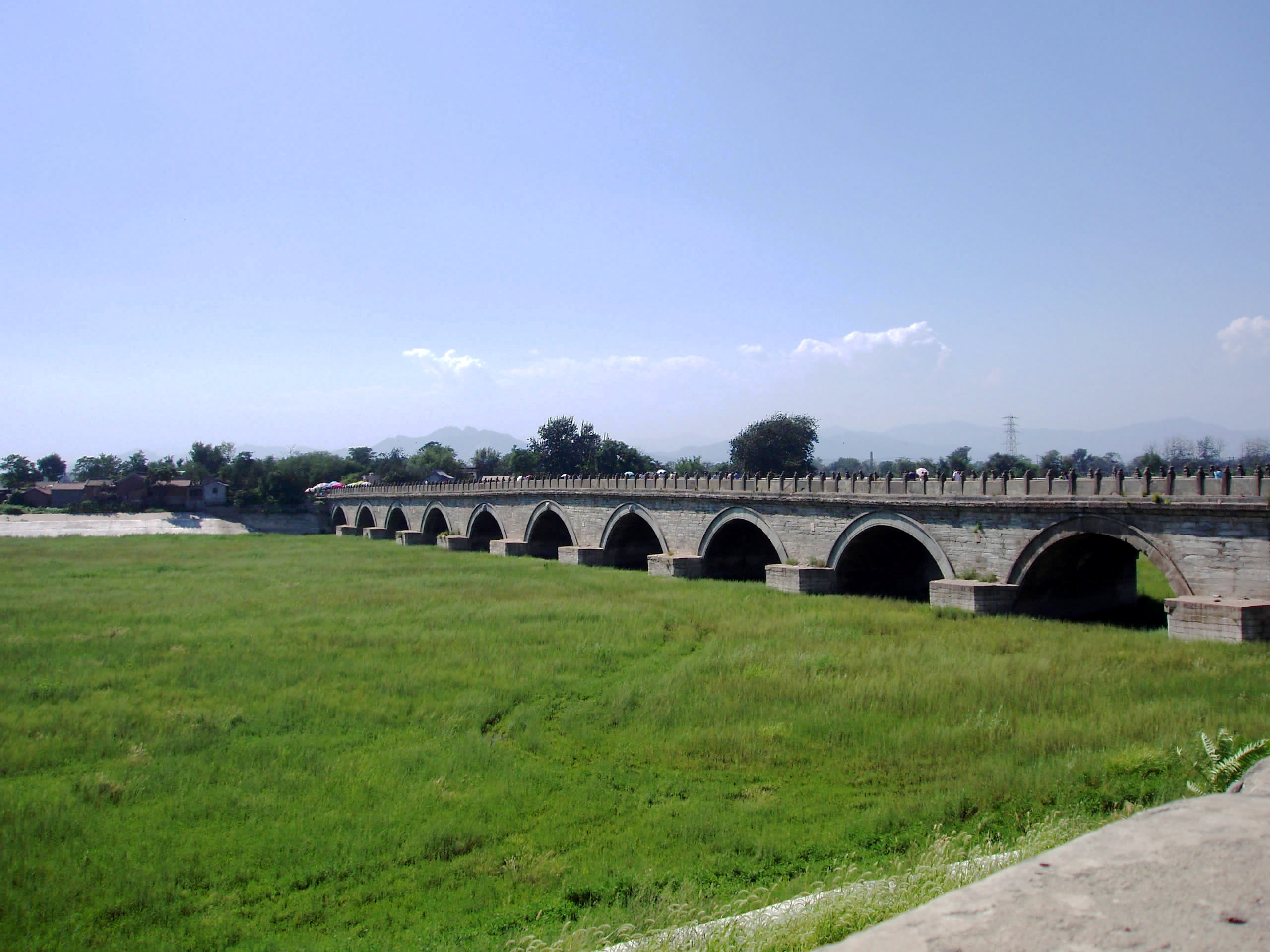
盧溝橋（2005年）

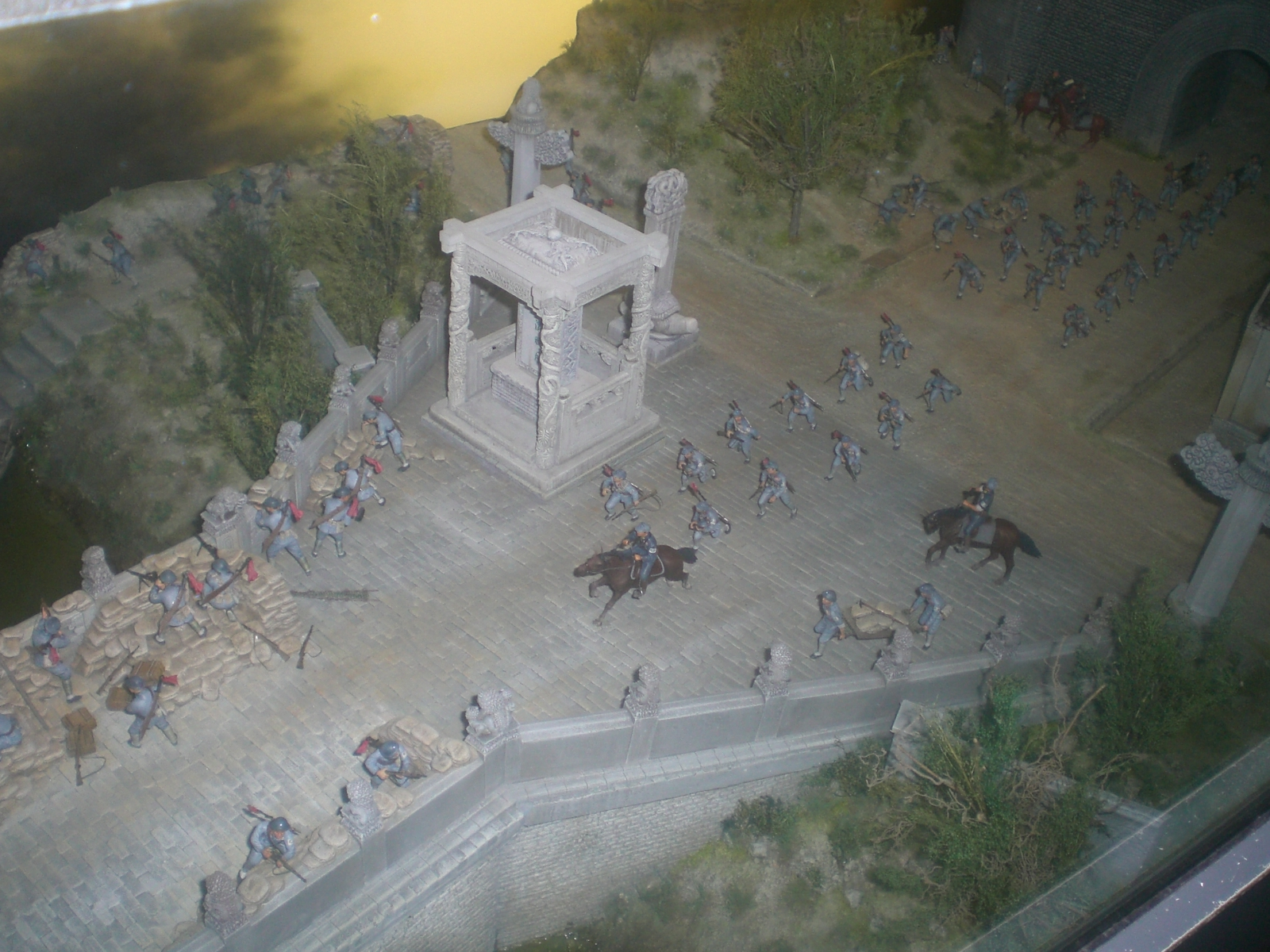
反映七七事變的模型

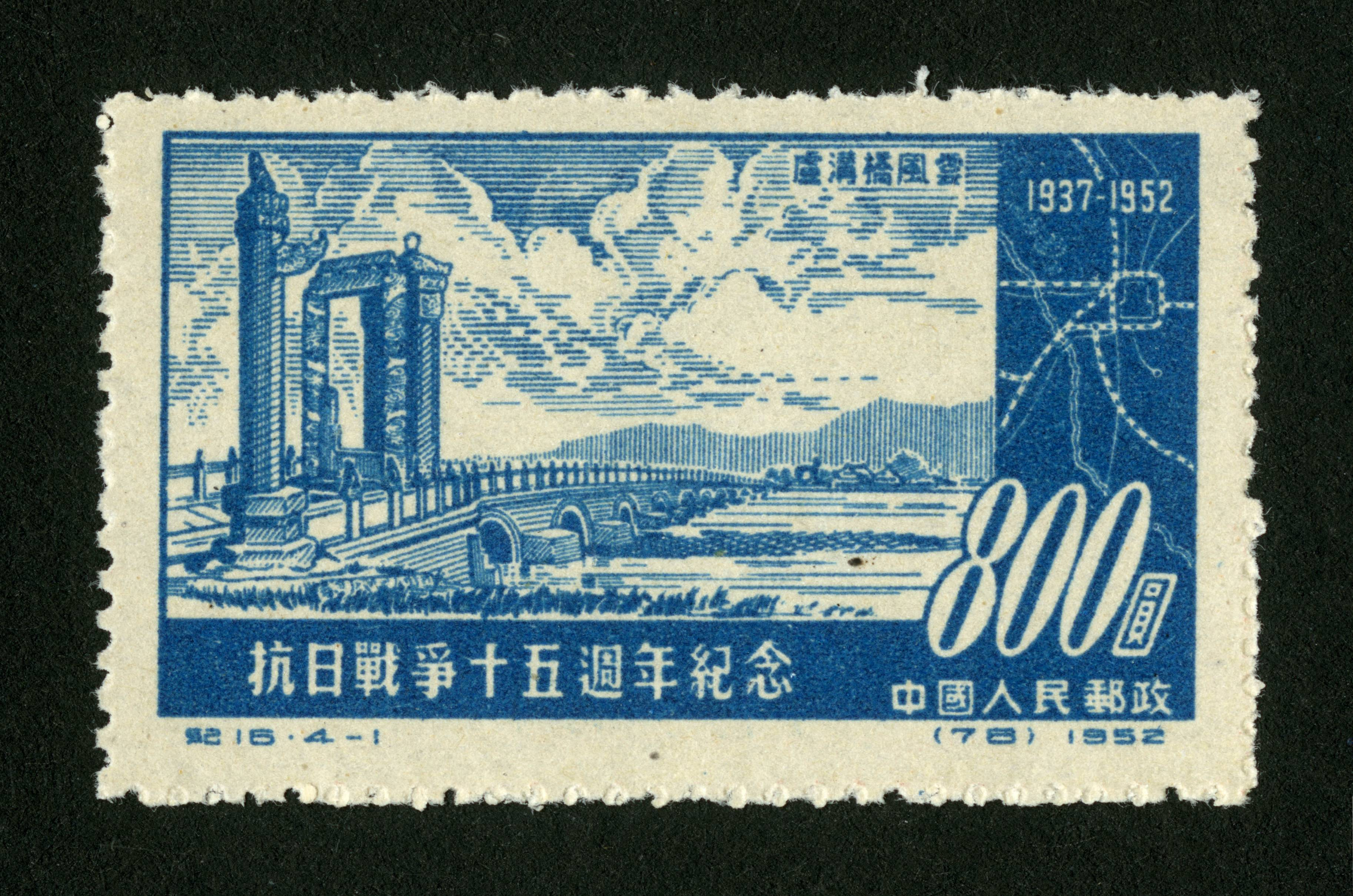
抗日战争十五周年纪念邮票：卢沟桥风云

1937年7月6日，日军驻丰台部队要求通过宛平縣城到长辛店地区演习，三十七师驻军不许，相持达十余小时，至晚始退去。7月7日三十七师驻军接到报告说：日军今日出外演习，枪炮都配备了弹药，与往日情况不同。旅长何基灃当据以报告了正在保定的三十七师师长冯治安，并促其速返。冯立即赶回北平，听取了何基灃的情况报告，并与何布置了应战的准备。

### 事变起因各执一词
根据蔣介石传记《蔣中正》中收录的《何（應欽）上将军事报告》一文，以及遠東國際軍事法庭记录的秦德纯的证词：
|  | “民国二十六年（1937年）七月七日夜十一时，驻扎在丰台的日本军队在未通知中国北平地方当局的情况下，在國民革命軍驻地附近进行夜间军事演习，并之后以‘一名士兵失踪’为理由，要求进入宛平城内搜查。当时驻扎在蘆溝橋的是国民革命军第二十九军（军长宋哲元，当时在山东乐陵县老家修祖坟）第三十七师（师长冯治安，7日当天由保定返回北平指挥）第一一零旅（旅长何基沣，在西苑旅部）第二一九团（代理团长吉星文，由庐山军官训练团回防长辛店车站）第三营（营长金振中，营部在宛平县城负责第一线战斗指挥，重伤后由陈光然团长接防指挥）。驻宛平和蘆沟桥的守军，有“步兵四个连，重机枪一连，重迫击炮一连，轻迫击炮一连，合计战斗力1,400余人”。由于时间已是深夜，中国驻军拒绝日军的要求。之后日军包围蘆溝橋，双方都同意天亮后派出代表去现场调查。但是日本的寺平副官依然坚持日军入城搜索的要求，在中方回绝这一要求后，日军开始从东西两门外炮击城内，城内守军未予反击。在日军强化攻击后，中方守军以正当防卫为目的开始反击，双方互有伤亡。随后蘆溝橋北方进入相持状态。” |

根据日本陆军1937年发表的消息:3-8：
|  | “1937年7月7日晚10时40分许，日本陆军中国驻扎步兵第一连队第三大队第八中队在北平西南12公里的蘆溝橋北侧，永定河左岸荒地进行夜间军事演习。演习结束后，在河畔的龙王庙方向突然响了三发枪声。随后清水节郎中队长，野地第一小队长等人看到在河畔和蘆溝橋城墙之间，有人用手电筒发出明暗交替的光亮，随即判断为中方军队士兵在用暗号互相联络。之后又有十几发子弹从龙王庙方向射出，日军未予以反击。清水中队长派遣岩谷曹长和两名传令兵马上向丰台驻军报告。收到报告的第一连队长牟田口廉也在联络北平特务机关后，决定在天亮后与宛平县县长王冷斋一同前往事发现场。 随后清水中队长率队向东面的西五里店转移，与从丰台赶来的第三大队在一文字山会合。凌晨3时25分，龙王庙方向又有3发射击。牟田口连队长认为频频出现的射击目的在于进攻日本军队，于是在4时20分下达战斗命令。 此时之前由森田中佐带领的对中谈判代表到达该地区，森田中佐作为代理连队长命令禁止装填子弹。日军代表随即要求中方将集结在蘆溝橋周围的部队撤走，但该地区的中方部队已开始从龙王庙附近及长辛店高地方向开始对日军阵地进行迫击炮炮击。日军开始还击的时间是1937年7月8日凌晨5点30分。战斗开始后，日军歼灭龙王庙附近的中方部队，进入永定河右岸，包围蘆溝橋。从被击毙的士兵身上搜出的证件表明，该士兵属于二十九军正规军。至此中方战死20名，负伤60名左右。 5时30分，日军第8中队开始向中方军队进攻，双方进入全面冲突，战斗持续2个小时后逐渐沉静。 战斗打响后，又有保安四团二营700人奉师长命令前来增援。 上午9点半，中方提出停战，双方进入僵持状态。” |

### 事变爆发
1937年7月7日，日軍侵盧溝橋，戰事爆發，蔣派兵北上，決心應戰，並令宋哲元駐保定指揮:35。日軍在北平西南15公里交通要道盧溝橋演集夜戰:660。下午，第1聯隊第3大隊第8中隊由大隊長清水節郎率領，到盧溝橋北面回龙王庙至大瓦窯一帶演習:55。19時30分，駐丰台日軍河邊正三旅團第一聯隊第三大隊第八中隊，由隊長清水節郎率領至盧溝橋西北龙王庙附近舉行軍事演習:5463。22時40分，在日軍演習方向響起槍聲:55。宛平守軍突聽到城東北日軍演習位置響起槍聲:5463。23時:660，幾名日軍來到宛平城下，聲稱有一名叫志村菊次郎之士兵「失蹤」，要求入宛平縣搜查:660，遭守城之國軍第二十九軍第三十七師第一一〇旅第二一九團拒絕。午夜，日軍在宛平縣盧溝橋一帶演集，藉口失踪士兵一名，欲入城搜查:111。日軍向宛平縣城射擊，進而向盧溝橋一帶發起進攻:369。「盧溝橋事變」爆發:336。繼稱失踪日兵雖然歸隊，仍須明瞭經過情形:660。中國答應共同調查，日軍竟突然進攻:660。中國駐軍吉星文團以時值深夜，恐引起地方不安，婉加拒絕；旋經冀察當局與日本駐屯軍司令交涉，商定雙方各派員5人實地調查:111。「七七事變」於是爆發:660。夜11時藉口搜查失蹤哨兵，突砲轟宛平城；國軍第二十九軍第三十七師馮治安部吉星文團奮起抵抗，雙方互有傷亡，成為抗日戰爭之導火線:336。
7月8日凌晨2時，日駐屯軍第3營主力佔領宛平城外唯一制高點沙崗（日稱一文字山）:55。晨5時，日方仍堅持入城搜查，中方未允，日軍竟突向縣城攻擊，中國軍隊以守土有責，奮起抵抗，日軍不支敗退，由是戰端乃啟:111。中日雙方談判，日方要求中國軍隊於8月11日先自盧溝橋撤退，中國方面堅決予以拒絕，談判無結果:370。5時30分左右，日軍聯隊長牟田口廉也率步、砲兵400多人，向宛平城外第二十九軍陣地進攻:55。第二十九軍司令部（代理军长冯治安）立即命令前線官兵：「確保盧溝橋和宛平城」，「盧溝橋即爾等之墳墓，應與橋共存亡，不得後退」。上午11時戰鬥再起:370。一木清直帶領第3營主力向回龍廟、鐵路橋陣地進攻，在回龍廟與中國守軍激戰:55。第二十九軍第二一九團第三營守衛盧溝橋和宛平城，在營長金振中指揮下奮起抵抗，雙方互有傷亡。中國守軍英勇抗擊，兩個排官兵幾乎全部壯烈犧牲；接著，日軍繼續向中國守軍進攻，猛烈炮火炸毀宛平縣公署及大批民房:55。13時，牟田口廉從北平到達宛平城外沙崗前線；16時許，日華北駐屯軍旅長河边正三到達丰台，命令日軍將兵力集結於盧溝橋車站附近，準備明天天亮時進攻:55。16時許，日華北駐屯軍旅長河边正三到達丰台，命令日軍將兵力集結於盧溝橋車站附近，準備明天天亮時進攻:55。河邊旅團第一聯隊長牟田口廉也函約王冷齋與守軍吉星文團長、金振中營長出城會商，王冷齋等以未便擅離職守却之；18時5分，日軍炮擊宛平專署，金振中負傷，國軍步兵兩連手持大刀、手槍突襲蘆溝橋附近日軍陣地，斬獲甚眾:5465。日軍利用緩兵之計，弔誘中國冀察政務委員會委員長宋哲元，表示係地方事件，願作和平之解決；而暗中緊急動員，分三路向平津採取包圍形勢:111。當晚馮治安下反攻令，並發表聲明稱，「和平固所願，但日方如一再進攻，為自衛計，唯有與之周旋」，日方獲悉後，即多方派人疏通，又允無條件撤兵，秦、馮二人乃收回反攻令；北平市區及四郊臨時戒嚴司令部成立，馮治安任司令，宣布每晚8時起城門全閉，11時後全市斷絕交通，禁止行人通行，並封鎖至通州交通:5465。
日軍為爭取時間調整部署，與中國方面談判，雙方達成臨時停戰協議:55。國軍與日軍在盧溝橋附近相持，第二十九軍副軍長兼北平市長秦德純等與日軍代表談判，拒絕日軍要求國軍盧溝橋方面撤退至永定河西岸；戰事復起，日軍向龍王廟附近等處進攻，占據龍王廟、鐵路橋及丰台等地，晚上進攻宛平城，國軍奮起反擊:5466。雙方協議，軍隊各返原防:660。至7月10日，日軍未撤，馮治安等又下反攻令，日方派人疏通，致反攻未成事實:5465。
据时任美国驻华大使馆武官的助手戴维·巴雷特上校在东京审判期间作证证词，他当时判断冲突的规模非常小，并表示，“我相信事件本来很容易就可以解决，假如日本人真的那样希望的话”:162。

### 停战谈判
此後，中日兩國談判，兩軍對峙。7月9日，冀察政務委員會與日軍議定停戰辦法：一、雙方立即停止軍事行動；二、雙方部隊撤回原防；三、蘆溝橋由河北保安隊石友三部駐守:370。7月9日凌晨2時，日本駐華大使館北平陸軍助理副官今井武夫與秦德純達成口頭停戰協議，各自立即停止射擊，雙方軍隊撤回原防:5469。在兩國談判期間，日本持續向北平、天津增兵。晨6時許，日軍又向宛平城炮擊:55。日軍又攻:660。是日晨，蔣介石電令第二十六路總指揮孫連仲派2個師向保定或石家莊集中；令龐炳勳第四十軍及高桂滋所部也向石家莊地區集中，並命宋哲元由樂陵速回保定指揮:56。但日軍並未撤兵，並於傍晚炮轟宛平城:5469。
7月10日凌晨2時30分，蘆溝橋日軍復行進攻，包圍宛平縣城，拆毁平漢鐵路丰台至北平路軌:5470。蘆溝橋附近日軍包圍宛平縣城；外交部向駐華日使館提出書面抗議，要求立即制止制止軍事行動:336。外交部就日軍發動蘆溝橋事變，向日本駐華大使館提出書面抗議，要求：一、日本方面須正式謝罪與處罰負責人員；二、對於死傷之軍民及轟毁之建築物，須賠損失；三、為防止再發生不祥事件，日本方面須提出今後保障；並聲明保留一切合法要求；日本大使館參贊日高表示，日方不願以中國外交部為對手，而願就地商談:5470。日軍陸軍部決定從關東軍中抽調2個混成旅，駐朝鮮軍中抽調1個師，從日本本土調航空兵團及3個步兵師趕赴華北:56。下午5時，日軍又進攻宛平駐軍，戰事復起；北平市政府深夜召開重要會議，將日軍違約挑釁經過情形，電中央及各省、市:5471。蘆溝橋一帶中國軍隊遵約撤軍，但日軍卻大批調兵共向中國軍隊進攻:370。日軍繼續進攻蘆溝橋一帶中國守軍，擴大事態:299。
7月11日，宋哲元由山东抵达天津。7月11日，國民政府電北平市長秦德純，對蘆溝橋事變指示三點：一、不准接受任何條件；二、不許後退一步；三、必要時準備犧牲:5474。中國允撤退蘆溝橋及其附近駐軍，懲罰負責官員，而日方表示遺憾:660。秦德純與松井達成停戰協定：一、第二十九軍代表聲明向日軍表示道歉，並對責任者給以處分，負責防止令後不再惹起類似事件；二、中國在蘆溝橋周圍及龍王廟駐軍，改由保安隊維持治安；三、各抗日團體今後要採取措施並徹底取締:5474。日本召開首、外、陸、海、藏五相和內閣緊急會議，通過陸軍佔領華北、平津地區之計劃，決定「軍部必須把預先在關東軍和朝鮮軍方面準備着皂隊趕快增援在中國的駐軍。同時，在國內也必須動員所需的部隊，迅速派到華北」:365-366。日軍於凌晨向蘆溝橋一帶猛烈攻擊，國軍抵抗，上午11時日軍又炮轟蘆溝橋一帶，雙方沖鋒，當晚日軍向蘆溝橋、南苑等處向國軍猛攻:5474。日本內閣決定增兵：調關東軍及駐朝鮮日軍各一部進攻北平，調日本國內陸海軍一部進攻天津:472。18時，日本政府發表增兵華北聲明，並改稱蘆溝橋事變為「北支事變」，聲稱「內閣會議下了重大決心，決定採取必要的措施，立即增兵華北」:5474。日本政府命朝鮮、滿洲駐軍開往華北:660。日本五相會議決定：火速告知關東軍及朝鮮駐屯軍司令部，迅速調遣已準備好之兵力（5個師團，目前用了3個師團和18個飛行中隊）迅速進入華北戰區以加強中國駐屯軍之力量；同時，日本昭和政發表《關於向中國增兵的政府聲明》及臨參命第56號、第57號，並速調關東軍（獨立混成第11旅團、獨立混成第1旅團）、朝鮮軍（第20師團）各一部以加強中國駐屯軍戰鬥力:370。同日，日本陸相任香月清司中將為華北駐屯軍司令官，接替田代皖一郎病危，並限當日到達駐地天津，行前分別晉見陸相、參謀總長等接受指示:5475。
日軍不履行撤兵協議，復在原陣地布置工，繼續向北平增兵，凌晨日軍進犯財廟被擊退，晚上在宛平一帶大範圍進攻與國軍激戰，日機飛長辛店、保定偵察，天津日軍佔領東滄:5480。日軍四處向中國挑釁:111。7月12日，日本新任中國駐屯軍司令官香月清司到達天津:56。香月清司午前下令華北駐屯軍要「作好適應全面對華作戰的準備」，增加丰台、通縣兵力；關東軍部隊主力集結於密雲，航空隊集結於天津；香月清司並召開軍事會議決定動用第一批增加之兵力，「一舉殲滅中國第二十九軍」，要求在7月20日以前完成部署:5480。日本參謀本部擬就作戰計劃，決擊潰北平、天津附近宋哲元軍:660。丰台、通縣等地日軍向中國軍隊挑釁，並在天津集結飛機200餘架助戰:370。中國外交部於抗議之外，於是日聲明，任何解決辦法，未經中央核准者，概屬無效:662；外交部發表聲明，日軍在蘆溝橋之行動屬非法，中國願以外交方式和平解決:336。
7月13日，關東軍獨立混成第一旅團從公主嶺出發。蔣介石電令宋哲元，謂“中央已決心運用全力抗戰，寧為玉碎，不為瓦全，以保持我國家之人格”。同時採取緊急措施，編組第一線戰鬥部隊100個師，預備部隊80個師，後備兵員100萬人。蔣介石下令總動員，集結中國軍隊於保定、滄縣一帶:111。日軍400餘名乘汽車65輛，配有坦克4輛及迫擊炮5門，進犯北平永定門，意欲入城，中國軍隊奮力抵抗，擊退日軍:5483。
7月14日，新任華北司令香月清司要求撤退北平駐軍、冀察中央機構及藍衣社、CC團，罷黜排日要人，徹底鎮壓共產黨活動，取締排日言論機關、學生運動及學校與軍中排日教育:660。中日雙方開始和平談判，中方代表陳覺生、鄧哲熙，日方代表華北駐屯軍參謀長橋本、參謀和知、專田等，就日方七項要求談判:5486。蔣介石設行營於石家莊:662。日本騎兵200餘人向北平南苑第二十九軍軍部進攻，為國軍擊退:5487。
7月15日，日軍在平、津地區已逾2萬，有飛機百架:5491。
7月16日，日軍至平津一帶兵力已達10萬以上:111。日軍在丰台強築機場:5496。日本中國駐屯軍對平津完成包圍:56。日本五相會議過陸相杉山元提議，對華北事件談判以7月19日為履行最後期限，不容許遷延；若談判不能圓滿達到目的，即大舉進攻中國:5496。日軍增援部隊先後到達北平附近:299。英國駐華大使試圖斡旋，提議中日停止調兵，為日本所拒:662。中國方面，擬定預備作戰命令，任馮治安為總指揮官，決定第一三二師一部守北平城，其餘所部協同第三十七師進攻丰台、通縣之敵:57。
7月17日，獨立混成第一旅團到達指定地區。拂曉，日軍三次向北平大教場國軍挑釁，國軍予以還擊:5499。朝鮮軍第20師由朝鮮龍山出發，主力於7月20日抵天津集結，其一部集結於唐山、山海關:57。日軍佔據天津西站、北寧路沿路各站:5500。日本內閣決定在預算中增加臨時軍費，積極備戰:370。
7月18日，冀察政務委員會委員長宋哲元以弔祭7月16日病逝之前任中国駐屯軍司令官為名，偕张自忠拜訪新任華北駐屯軍總司令香月清司，對中、日軍隊在蘆溝橋衝突表示遺憾:375。宋哲元與日本華北駐屯軍司令香月清司談判:57。蔣致宋哲元、秦德純巧電：「倭寇不重信義，一切條約皆不足為憑。上海『一·二八』之戰，本於開戰之前已簽和解條約，乃於簽字後八小時仍向我滬軍進攻。此為實際之經驗，特供參考，勿受其欺。」香月清司指揮部設到丰台；此時，入關日軍已超過10萬:56。宛平城外日軍炮轟城內，並在北平至蘆溝橋大道南北兩側構築工事，天津日軍源源開往丰台，日機6架在天津高空偵察，駐朝鮮日軍第二十師團全部向中國開拔，師團長川岸率先頭部隊到達天津:5501。日軍步兵第2團及騎兵隊、炮兵團、工兵隊在通縣集結:57。中國第二次向日本提議停戰，和平談判毫無進展，而日本之騷擾行為，則繼續不絕:61。
7月19日，第二十九軍軍長宋哲元接受日軍中國駐屯軍所提出：一、冀察政務委員會向日軍道歉；二、第二十九軍從平津、蘆溝橋、永定門以東撤退；三、鎮壓抗日救亡運動，實行中日共同防共等「停戰」條件:371。宋哲元接受香月清司所有要求:660。宋哲元被迫接受日軍和談條件，以要求恢復至蘆溝橋事變之前狀態為代價:164，而準備將北平守軍撤往保定以保全實力。日軍獨立步兵第11旅團主力抵到達高麗營，其一部經山海關到天津:57。華北日軍已形成對平、津包圍，22時，日本華北駐屯軍司令官發表聲明稱，「從二十日午夜以後，駐屯軍將採取自由行動。」:5504-5505。23時，第二十九軍張自忠、張允榮簽訂就地停戰協議；當夜日軍又炮轟宛平城:57。
7月20日，日本中國駐屯軍各部隊先後到達集結地:57。獲得增援的日軍再次發動進攻。宋哲元以19日秘密協定下令國軍第三十七師向西苑集結。第二十九軍令第一三二師在永定河以南集結，另該師獨立第二十七旅進入北平擔任城防。日軍向北平進攻部署就緒:299。宋哲元下令撤除北平市內防禦設施，請北來中央軍停止前進:660。上午，日軍突然開炮轟擊宛平縣城及長辛店，千餘人配合坦克40輛及汽車隊增援蘆溝橋，下午第二次開炮猛轟宛平城，數度向蘆溝橋衝鋒；國軍應戰的同時吉星文負傷:5507-5508。日軍便轟炸廊坊，平津危急:56。香月清司下令日軍完成對蘆溝橋地帶攻擊準備:5508。
7月21日，日軍控制北寧鐵路，截斷第二十九軍聯絡，繼續向平、津大舉增兵，已有42列運兵車到天津，並不斷由天津向丰台、楊村等地增兵:5510。
7月22日，日軍向華北秘密運送機械化部隊，並運送大量部隊秘密向華北集中:5512。
7月23日，中國獲得確切報稱，日軍8個師團約16萬人，已抵達平、津地區，或正在乘船駛華途中；日本拒絕遵約從前線撤軍，繼續由國內向中國華北增派空軍，大量運送軍事物資:5512-5514。
日本政府通過《動員計劃》，要求中國撤退進入河北部隊；宋哲元以日軍大舉向關內輸送，同時知道蔣介石之抗戰決策，補給已經到達，亦決定發動攻勢:662。

### 平津陷落
7月24日，北平市政府恢復夜間各娛樂場所之營業，市內各處所有沙袋等防禦物連夜撤除；日軍用飛機50架、重轟炸機一中隊出發來華:5516。
7月25日，日軍仍拒不撤兵，上午日軍鐵甲車一列開到丰台，下午通縣日軍步炮兵500餘人舉行演習威脅駐通縣國軍:5517。日軍向廊坊駐軍挑釁:299。日本第一支運輸船隊在塘沽卸下軍用品達10萬噸:5518。是夜，日軍第20師團77聯隊11中隊，對廊坊中國第三十八師第一一三旅第二二六團進攻:57。中、日兩軍在廊房車站因電信線路修理問題而爆發「廊坊事件」:336：19時，日軍200餘人由天津開到廊房車站，借口修理電線，佔據車站，切斷平、津交通；國軍還擊，雙方衝突:5517。
7月26日，日軍中午佔領廊坊，下午即由丰台派兵一中隊分乘軍車數十輛，冒充北平城日使館衛隊野外演習歸來，企圖進入北平城內:5521。日軍佔奪平、津間之廊坊，但進攻北平之日軍則被擊退:662。守軍退至通州，下午，日軍向第二十九軍發出最後通牒，要求第二十九軍撤出:299。香月清司向宋哲元發提出最後通牒:336，要求第二十九軍退往永定河以西:662。日軍行抵廣安門時，為中國軍隊獨立第二十五旅第六七九團劉汝珍所阻，日軍堅欲入城並作攻城狀:5521。19時，日軍第一大隊乘車向北平城內開進，在廣安門與中國守軍衝突:299。宋哲元聞報後，即令劉團備戰，劉團即啟開城門誘日軍入城，及其進至一半，劉團開始射擊，日軍混亂損失甚重，即所謂「廣安門事件」:5521。日本華北駐屯軍於22時20分下達於7月27日正午開始攻擊之命令，並規定各進攻部隊之方向:5521。
7月27日，日軍陷廊坊、寶珠寺等地:472。日軍分別對通縣、團河、小湯山等地進攻:57。日軍圍攻通縣駐軍傅恩營，傅部衝出重圍，撤出南苑:5524。冀東保安隊第一、第二總隊在張餘慶、張硯田率領下反正，全殲駐通州縣城日軍1個連及特務機關人員，活捉殷汝耕:300；日人死者約180人:336。在通州總共400名日本軍政人員全部被消滅:43。日本政府聲明在中國華北採取「自衛」行動；還向國民政府發出最後通牒，要求中國軍隊在7月28日以前撤離北平及其附近地區:371。7月27日下午，日軍步、騎約400人，附坦克數輛，猛攻團河:5524。北平四郊激戰:299。另有日軍400餘名，在空軍配合下，進攻小之商鎮:5524。守軍分別退至南苑及北苑；發現和平無望的宋哲元，拒絕日軍一切要求，急令第二十九軍各部集結平津一帶，派人星夜赴保定，催促孫連仲北上支援:300。宋哲元当天晚间，又派戈定远星夜驰赴保定，催促孙连仲、万福麟等北上作战。日機多架次屢在北平上空偵察，並在城外投彈數十枚:5524。日軍進迫北平四郊:662。宋哲元下令第二十九軍備戰:336。宋哲元向全國發出守土通電:300。日軍參謀總長下達武力佔領平津的命令。同日，日本在30,000名冀東反共保安隊幫助下解除通州800名第二十九軍獨立第三十九旅武裝:34-44。
7月28日至7月30日，發生平津作战。
7月28日晨，宋哲元下令全線總攻，中國軍隊一度收復丰台、廊坊:5525。上午8時，日軍發動總攻擊，中國軍隊處處被動，犧牲慘重:111。8時，日軍第20師團及華北駐屯軍步兵旅團，向駐守南苑之第二十九軍第一三二師發動進攻，中國軍隊與日軍激戰:5526。拂曉，香月清司率日軍鈴木混成旅團、河邊正三旅團和機械化旅團，自北、西、南3個方向對北平城發起總攻擊。第二十九軍駐地南苑，日軍猛攻:662。在飛機、砲兵支援下，日軍第20師團主攻北平地區第二十九軍:57。日軍猛攻南苑，守軍副軍長佟麟閣、師長趙登禹殉職:472。第二十九军副军长兼教导团团长佟麟阁、一三二师师长赵登禹向城内撤退时被敌人截击，相继阵亡。第二十九軍副軍長佟麟閣在激戰中殉職，為中國抗日戰爭中第一位殉職之高級將領，時年45歲。日軍攻佔南苑:111。傷亡2,000餘人:336。北苑、黃寺為日軍佔領，清河鎮、沙河鎮亦分別被日獨立混成第十一旅團和獨立混成第一旅團攻占:5526。第二十九軍第三十七師一部向丰台日軍進攻；15時，參加南苑戰鬥之日軍返回丰台支援，打退第三十七師所部進攻:57。當晚，宋哲元等移到保定，第三十七師奉令由宛平、八寶山、門頭溝一線撤離北平:57。7月28日，日軍攻陷北平，蔣發布抗戰全軍將士書，勉以犧牲到底，驅逐日軍，復興民族:35。北苑黃寺亦被占領:336。而第二十九軍全軍部隊在北平、天津一線與日軍全面交火。在通州總共400名日本軍政人員全部被冀東反共軍官訓練團消滅:43。
7月29日上午8時，獨立混成第11旅團一部進攻北苑與黃寺，遭到中國守軍獨立第三十九旅、冀北保安隊頑強抗抗:57。日軍轟炸南開大學:41。18時，黃寺失守:57。日本參謀本部制訂《中央統帥部對華作戰計劃》，決定「以中國駐屯軍四個師為基幹，擊潰平津地方的中國軍隊」；「根據情況，以一部分兵力，在青島及上海附近作戰」；同日，北平失陷:371。北苑守軍獨立第三十九旅轉移，北平陷落:58。獨立第三十九旅退至古城，戰後回到北苑。北京城內獨立二十七旅改編為保安隊維持治安；日軍進攻天津:300。宋哲元離開北平:662。同日，天津大約有3,000日軍:36；李文田召集600名中國警察同日軍作戰:38。19時，軍事會議部署，天津保安隊一中隊攻打東站:58。在日軍空中轟炸、地面强力抵抗下，中國軍隊進攻失利，退至静海、馬廠一帶，天津失守:58。第二十九軍開始撤退。冀東保安隊第一、第二總隊在張餘慶、張硯田率領下反正，全殲駐通州縣城日軍1個連及特務機關人員，活捉殷汝耕:300；日人死者約180人:336。
至7月30日，平津陷落日軍手中:472。駐通縣偽冀混成第1旅團進佔長辛店西面高地，日軍侵佔大沽:300。中國軍隊退靜河馬廠:336。天津經激戰後陷落:662。江朝宗之北平治安會成立:336。7月7日後日機轟炸平漢鐵路列車，鐵路旁都是炸死的難民。
7月31日，獨立三十九旅被解除武裝；獨立第二十七旅改編為保安隊，突圍到察哈爾回歸第一四三師序列:300。華北兩大名城均入日本之手:662。戴维·巴雷特在东京审判作证时说：“中国军队遭到突然袭击，来不及部署。”:162
8月1日，高凌霨之天津治安維持會成立；中國婦女慰勞自衛抗戰將士總會在南京成立，發動海內外婦女同胞共同抗日:337。8月上旬，日軍進佔南口、張家口、保定、石家莊、邯鄲鐵路沿線地區:371。8月，上海爆发淞沪会战。8月19日，冀察政務委員會自行解散，8月22日日本正式宣布:5564。
1937年底，前行政院駐北平政務整理委員會委員長王克敏等人在日軍扶持下，成立「中華民國臨時政府」，「北平」改回清朝舊名「北京」。

## 各方反应

### 中国国民党
7月7日，蔣介石時在九江廬山，正要與社會領袖舉行國是談話會:660。
7月8日，蔣介石電令冀察當局：「宛平城應固守勿退。」:299蔣介石電令宋哲元速回保定指揮軍事，固守宛平:336。蔣介石得知事變消息，即命中國國民黨宣傳部盡量發布新聞，令宋哲元積極準備，就地抵抗，如果談判，須不喪失絲毫主權:660。蔣介石令何應欽速由四川返南組編部隊；令孫連仲部兩個師及龐炳勳部第三十八師開往石家莊、保定一帶增援:5465。
7月9日，蔣介石獲悉日軍啟衅後，立即電示宋哲元主任：「守土應具必死決戰之決心，與積極准备之精神应付；至談判，尤須防其奸狡之慣技，務期不喪絲毫主權為原則，吾兄忠貞亮節，中所素念，此後尚希共為國家民族前途互勉」:5471。蔣介石致宋哲元密電稿:179。旋接冀察當局電呈：「勢已緩和，擬請將前派北上四師，在原地集結待命，以免刺激」:49。蔣介石派4個師向河北石家莊、保定集中，命行政院政務處長何廉速返南京，面告軍政部長何應欽，可知他已下決心:660-662。
7月10日，蔣介石向全國各行營、綏靖公署及各省市發秘密動員令，要求「全國各地方、各部隊仍應確實準備，勿稍疏懈，以防萬一」:56。蔣電調孫連仲第二十六路軍馮安邦、池峰城兩師，龐炳勳部一師一旅，劉戡第八十三師，速開保定、石家莊一帶，以備應援；另令第二十一師李仙洲，第二十五師陳耀明繼續開拔；又令第五十三軍萬福麟部向前推進，第十師李默庵部開拔，第十七師趙壽山，第八十四師高桂滋，第三軍曾萬鐘等部隊準備動員:5471。以阻止日軍進一步侵略的同時，也在進行軍事準備和部隊調動:164。
7月12日，中國國民黨中央決定，廬山談話會第一期7月17日召開，第二期月25日召開，第三期月5日召開:5478。蔣介石致電宋哲元：對日方針為不屈服，不擴大，就地抵抗:299。外交部於抗議之外，並於7月12日聲明，任何解決辦法，未經中央核准者，概屬無效；再電宋哲元，全力抗戰，勿為敵人所欺，7月11日之協議絕不能了事:662。命令黃河北岸中央軍集中保定、滄縣地區:299。秦德純、馮治安、張自忠密電蔣介石、馮玉祥稱：「蘆溝橋戰事復經磋商解決辦法，規定雙方會同派員監視前方部隊於現狀下各撤原防，刻下正在進行。惟彼不顧信義，能否履行，尚不敢必信。宛平城及鐵路橋仍為我軍駐守。」:5476
7月13日，蔣介石以時局日趨嚴重，令駐廬山各部、會長官及辦公人員即日返南京，處理要務:5481。7月14日，設行營於石家莊:662。嚴寬致何應欽密電:166。此時南京國民政府判断日軍有擴大侵略的可能，於是在通過談判、美英調停:168
7月16日，廬山談話會上午9時在牯嶺圖書館舉行，談話會邀集人汪精衛、蔣介石同時莅臨，汪精衛任主席並致詞，張君勵、張志讓、王雲五、張壽鏞、江恒源相繼發言，會場嚴肅和協，與會者精神大為振奮，11時結束:5492-5493。中國國民黨廬山談話會第一期會談開始，7月20日結束，討論對日作戰方針:299。
7月17日，蔣介石表示應戰:472。召集全國教育、文化、社會各界賢達在廬山開會，蒋介石發表主張四點，強調希望和平，而不求苟安；準備應戰，而決不求戰:35。蔣介石在廬山發表談，「蘆溝橋事變」為最後關頭，中國當堅持最低限度立場:336。指出全國應戰以後之局勢，就祗有犧牲到底，無論何人，皆有守土抗戰之責任，皆應抱定犧牲一切之決心:35。蔣介石對廬山談話會鄭重宣布：「蘆溝橋事變的推演，是關係中國國家整個的問題，此事能否結束，就是最後關頭的境界。......事件能否不擴大為中日戰爭，全繫於日本政府的態度，和平希望絕續之關鍵，全系於日本軍隊之行動，在和平根本絕望之前一秒鐘，我們還是希望和平的，希望由和平的外交方法，求得蘆事的解決。但是我們的立場有極明顯的四點：
（一）任何解決，不得侵害中國主權與領土之完整；
（二）冀察行政組織，不容任何不合法之改變；
（三）中央政府所派地方官吏，如冀察政務委員會委員長宋哲元等，不能任人要求撤換；
（四）第二十九軍現在所駐地區，不能受任何的約束。
......我們希望和平，而不求苟安；準備應戰，而決不求戰。我們知道全國應戰以後之局勢，就祗有犧牲到底，無絲毫僥倖求免之理。......皆應抱定犧牲一切之決心。」:662蔣介石在廬山發表談話，「如果戰端一開，那就地無分南北，人無分老幼，無論何人，皆有守土抗戰之責任」:299。蘆溝橋事變遂成為中日全面戰爭爆發的標誌。
7月19日，蔣介石同意紅軍主力改編為國民革命軍第八路軍，設立總指揮部:299。廬山談話會舉行分組談話:5504。7月20日，蔣介石返抵南京:662，召見各國大使，表示中國抗戰決心:35。國民政府軍事委員會把全國劃分為四個戰區:299。7月中旬，蔣介石在南京策定：「將日本人從長江上趕走，沒收所有的日本商船和戰艦」，打一場非局部而是全面之戰爭:5508。
7月21日，蔣介石會見英駐華大使許閣森，望英國調解蘆溝橋事件；英國僅表示停止原計劃進行之英日談判:5508。7月24日，蔣介石接見英國駐華大使許閣森，說明日本之和平談判為其再生事端之準備:5515。
7月25日，蔣介石接見自北平歸來之美國駐華大使詹森，希望美國以《九國公約》發起國地位，出面阻止日本侵華行為:5517；德國駐華大使陶德曼晤見王寵惠，謂日本不願第三國干涉，德國不能調解:5519。
7月26日，蔣介石認為日軍進犯北平廊房、廣安門，和平絕望，大戰已開始:336。蔣介石接見德國大使陶德曼及法國駐華那齊雅，兩人均認為日本政府已為軍人控制:5519。
7月27日，外交部為日襲擊廊坊發表重要聲明稱，中國極度容忍，維護和平，但日軍繼續大量軍隊向平、津出動，進攻廊坊，復提出無理要求，蓄意擴大事態；中方已盡和平最大之努力，嗣後一切事態之責任自應完全由日方負之:5522。
7月29日晚，蔣介石再發表談話，說是這不能算是戰爭了結，惟有一致奮鬥，此後決無局部解決之可能與妥協屈服之理:662。
7月31日，蔣介石發布「告抗戰全軍將士書」:336，謂「和平既然絕望，只有抗戰到底」，勉勵全軍「驅逐日寇、復興民族」:5531，與倭寇死併:662-663。國民政明令褒揚佟麟閣、趙登禹，追贈二人為陸軍上將；軍事委員會下達紅軍改編後三個師之番號，同意中共所提之人數及編制:5531。釋放全國各界救國會之沈鈞儒、王造時、章乃器、鄒韜奮、李公樸、沙千里、史良:336。
8月初，蔣介石復宣示抗戰方針，隨時隨地抵抗，使日本人戰而不取；各地重要軍事將領，如廣西白崇禧、山西閻錫山、四川劉湘、雲南龍雲、中共朱德等，不論以往與蔣有何意見，均會集南京:663。8月1日，蔣介石宴平津教育學術界領袖張伯苓、蔣夢麟、胡適等，宣示對日抗戰方針:336。
8月6日，蔣介石派宋哲元、劉峙分任第一、第二集團軍總司令，反攻平津:337。
8月12日，中國國民黨中政會決議，設置國防最高會議，以蔣介石為主席，為戰時統一指揮黨、政、軍之最高決策機構:337；推蔣介石為陸海空軍總司令，以軍事委員會為統帥部:663。
8月16日，改以蔣介石為大元帥，組織大本營；南京失守後，大本營撤銷，仍由軍事委員會總攬軍事:663。

### 中国共产党
7月8日，中國共產黨為日軍進攻蘆溝橋向全國通電发表了号召抗战的宣言：「全国同胞们！平津危急！华北危急！中华民族危急！只有全民族实行抗战，才是我们的出路。我们要求立刻给进攻的日军以坚决的抵抗，并立刻准备应付新的大事变。全国上下应立刻放弃任何与日寇和平苟安的打算。全国同胞们！我们应该赞扬和拥护冯治安部的英勇抗战，我们应该赞扬和拥护华北当局与国共存亡的宣言。我们要求宋哲元将军立刻动员全部第二十九军开赴前线应战。我们要求南京中央政府切实援助第二十九军，并立即开放全国民众的爱国运动，发扬抗战的民气。立即动员全国陆海空军准备应战，立即肃清潛藏在中国境内的汉奸卖国贼分子和一切日寇的侦探，巩固后方。我们要求全国人民用全力援助神圣的抗日自卫战争。我们的口号是：‘武装保卫平津华北！为保卫国土流最后一滴血！全中国人民、政府和军队团结起来，筑成民族统一战线的坚固的长城，抵抗日寇的侵略！国共两党亲密合作，抵抗日寇的新进攻！驱逐日寇出中国！’」號召全國軍民抵抗日本侵略:299。中國共產黨通電全國，號召全民族作戰:472。中國共產黨毛澤東及紅軍將領於事變之次日，亦請蔣嚴令第二十九軍保衛平、津、華北，動員全國海陸空軍，驅逐日寇出中國，紅軍願在其領導之下為國效命:662。中共中央就蘆溝橋事變指示北方局在華北工作方針：「迅速組成堅固的統一戰線......立在平綏、平津以東地區，開始着手和準備組織抗日義勇軍，準備進行艱苦的游擊戰。」:5466
从7月8日起，北平中共地下组织立即动员中华民族解放先锋队、北平学联等救亡团体，组织战地服务团，出动到前线救护伤员；组织劳军团，携带大批的慰劳品，分赴前线及医院慰问；并进行了支援抗战的各方面工作，如募集麻袋供作防御工事等。
7月11日，周恩來、秦邦憲、林祖涵到廬山，會商陝、甘、寧邊區地位及紅軍改編問題:662。7月13日，周恩來會見蔣鼎文、宋子文，商談紅軍改編人數及指揮機關問題:5482。
7月13日在延安召开了共产党员和革命机关工作人员参加的紧急会议。毛泽东号召：“每个共产党员与抗日革命者，应沉着地完成一切必须准备，随时出动到抗战前线。”
7月14日，中共中央、中央軍委發布《關於紅軍改編開赴抗日前線》命令:299。中共中央向國民政府表示：「願在蔣指揮下努力抗戰，紅軍主力準備隨時出動抗日，已命令各軍十天內準備完畢，待令出動，同意擔任平綏線國防。」:5487
7月15日，中國共產黨宣布取消「蘇維埃政府」，成立「陝甘寧三省邊區政府」:336。中共中央發布《關於組織抗日統一戰線擴大救亡動給各地黨部的指示》:5490。
7月16日，毛澤東、朱德就紅軍準備參戰與改編電彭德懷、任弼時等，在國民政府「許可主力紅軍參戰條件下，擬以原一、二、四方面軍出動，即以方面軍編為師，軍編為旅，師編為團」:5495。
7月17日，周恩來、秦邦憲、林祖涵與蔣介石、張沖、邵力子在廬山進行第二次國共合作談判:299。張聞天、毛澤東電葉劍英轉周恩來、秦邦憲、林伯渠稱，紅軍改編指揮機關，可以承認平時設政訓處指揮，朱德為正主任，彭德懷為副主任；但戰時不能不設以資統率之軍事指揮部:5499。
7月18日，延安舉行盛大援助平、津抗戰將士民眾大會，到會數千人，通過致第二十九軍將士電，毛澤東出席大會，報告蘆溝橋事件經過及最新情況:5501。
7月20日，周恩來、林伯渠在上海收到張聞天、毛澤東來電稱，日軍進攻形勢已成，抗戰有實現可能，我們決定採取蔣介石不讓步不再同他談判的方針；要求周、林二人留在上海觀察形勢:5506。7月21日，周恩來、秦邦憲、林伯渠電告朱德、毛澤東稱，我們在廬山力爭無效，遂來上海、南京暫觀時局變化，如中日全面開戰，則《中共中央為公布國共合作宣言》即可發表:5509。
7月23日，朱德在陝西三原雲陽鎮紅前敵總指揮部召開紅軍高級幹部會議，討論紅軍改編和開赴抗日前線等問題:5513。
9月6日，中國共產黨設立「陝甘寧邊區政府」:35。

### 美国军方
时任美国驻华大使馆武官约瑟夫·史迪威将军在七七事变期间命令助手戴维·巴雷特上校调查此事。抗日战争结束后，戴维·巴雷特前往位于东京的远东国际军事法庭作证:162。

## 纪念
“七七抗战纪念日”是中华人民共和国法定纪念日，根据1949年颁布及之后历次修订的《全国年节及纪念日放假办法》，七七抗战纪念日均属于不放假的纪念日，中国部分城市亦于此日鸣防空警报来纪念。

### 引用
1. ↑  秦郁彦『盧溝橋事件の研究』（東京大学出版会、1996年12月）
2. ↑  Japanese War History library (Senshi-sousyo) No.86 [Sino-incident army operations 1 until 1938 Jan.]
3. 1 2 3 4 5 6 7 8 9 10 11 12 13 14  辭海編輯委員會 (编). . 上海辭書出版社. 1989. ISBN 978-7-5326-0083-0.
4. 1 2 3 4 5 6 7 8 9 10 11 12 13 14 15 16 17 18 19 20 21 22 23 24 25 26 27 28 29 30 31 32 33 34 35 36 37 38 39 40 41 42 43 44 45 46 47 48 49 50 51 52 53 54 55 56 57 58  郭廷以.  第3版. 香港: 中文大學出版社. 1986. ISBN 9622013538.
5. ↑  郭汝瑰、黃玉章. . . 江蘇人民出版社. 2005  [2016-07-02]. （原始内容存档于2016-10-14）.
6. 1 2 3 4 5 6 7 8 9 10 11 12 13 14 15 16  . 《明報》. 2015-08-02: 新聞專題A8版.
7. ↑  . 大阪: 《毎日新聞》. 1937-08-15  [2017-04-16]. （原始内容存档于2016-02-02）.
8. ↑  蕭李居.  (PDF). 《國史館館刊》 (國史館). 2012年6月, (第三十二期)  [2017-04-16]. （原始内容 (PDF)存档于2016-03-05）.
9. 1 2 3 4 5 6 7 8 9 10 11 12 13 14 15 16 17 18 19 20 21 22 23  徐平 (编). . 香港: 三聯書店（香港）. 2014. ISBN 978-962-04-3335-1.
10. 1 2 3 4 5 6 7 8 9 10 11 12 13 14 15 16 17 18 19 20 21 22 23 24 25 26 27  呂芳上總策畫，朱文原、周美華、葉惠芬、高素蘭、陳曼華、歐素瑛編輯撰稿. . 台北: 國史館. 2012. ISBN 978-986-03-3586-6.
11. ↑  . 凤凰网.   [2017-06-20]. （原始内容存档于2017-11-08）.
12. 1 2  . 《明報》. 2015-08-02: 新聞專題A8版.
13. ↑  中国第二历史档案馆. . . 南京: 凤凰出版社. 2005. ISBN 9787806439692.
14. 1 2 3 4 5 6 7 8 9 10 11 12 13 14 15 16 17 18 19 20 21 22 23 24 25 26 27 28 29 30 31 32 33 34 35 36 37 38 39 40 41 42 43 44 45 46 47 48 49 50 51 52 53 54 55 56 57 58 59 60 61 62 63 64 65 66 67 68 69 70  武月星主編 (编). . 北京: 中國地圖出版社. 1995. ISBN 7503117664.
15. 1 2 3  . 战史丛书. ASIN B000J9D6BC. 朝云新闻社. 1975.
16. ↑  《抗日戰史，七七事變與平津作戰》，第5-7頁
17. 1 2 3 4 5 6 7 8 9 10 11  李守孔. . 台北: 三民書局. 1973. ISBN 978-957-14-0663-3.
18. ↑  秦郁彥. .
19. ↑  日本外務省 (编). . 東京: 原書房. 1969.
20. 1 2 3 4 5 6 7 8 9 10 11 12 13 14 15 16 17 18 19 20 21 22 23 24 25 26 27 28 29 30 31 32 33 34 35 36 37 38 39 40 41 42 43 44 45 46 47 48 49 50 51 52 53 54 55 56 57 58 59 60 61 62 63 64 65 66 67 68 69 70 71 72 73 74 75 76 77 78 79 80 81 82 83 84 85 86  李新總主編，中國社會科學院近代史研究所中華民國史研究室，韓信夫、姜克夫主編 (编). . 北京: 中華書局. 2011. ISBN 9787101079982.
21. ↑  日本陆军省 资料 1937
22. ↑  今泉正顕. . PHP研究所. 2003-12-17 [2003]  [2017-07-04]. ISBN 978-4-569-66090-5. （原始内容存档于2019-05-02） （日语）.
23. 1 2 3 4 5 6  陳雷等編著. . 台北: 傳記文學出版社. 1978-06-01.
24. 1 2 3  Brackman, Arnold C.; 梅小侃; 余燕明. . 上海市: 上海交通大学出版社. 2017. ISBN 978-7-313-16046-1. OCLC 1003909379.
25. ↑  日本外務省 (编). . 東京: 原書房. 1969.
26. ↑  , 「一、軍為確保北平重點及其附近地區對敵抗戰，同時以一部迅速捕滅蘆溝橋、豐台方面之敵，以使後方兵團之進出容易。二、部署：（一）總指揮官 第三十七師師長馮治安；（二）區分：右地區隊：指揮官 騎兵第九師師長鄭大章 副指揮官 第三十八師副師長王錫町 軍官團團長徐以智 第三十八師特務團 第二二五團（欠第一營） 第二二六團 第二二七團 教導大隊 特務旅（欠第一團團部及第一營） 騎兵第九師第二旅（欠第五團）」
27. ↑  張玉法著，《中華民國史稿》修訂版，台北：聯經出版，2001年，ISBN 978-957-08-2269-4
28. ↑  李怡. . 台北: 力行書局. 1969.
29. ↑  中国第二历史档案馆. . . 南京: 凤凰出版社. 2005. ISBN 9787806439692.
30. ↑  中國第二歷史檔案館 (1987年)，第173页，《宋哲元致何應欽密電》（1937年7月22日）
31. ↑  中國第二歷史檔案館 (1987年)，第193页，《吉星文致何應欽快郵代電》（1937年7月24日）
32. 1 2 3 4 5 6  伊斯雷爾·愛潑斯坦. . 香港: 和平圖書. 2016.
33. ↑  中國第二歷史檔案館 (1987年)，第202页，《宋哲元致蔣介石等密電》（1937年7月29日）
34. ↑  中國第二歷史檔案館 (1987年)，第201页，《宋哲元致何應欽密電》（1937年7月29日）
35. ↑  . 国民政府. 1937  [2017-04-16]. （原始内容存档于2017-02-28）.
36. 1 2  中国第二历史档案馆. . 南京: 凤凰出版社. 2005. ISBN 9787806439692.
37. ↑  章伯峰、莊建平 (编). . 成都: 四川大學出版社. 1997. ISBN 7561415338.
38. ↑  中国第二历史档案馆. . . 南京: 凤凰出版社. 2005. ISBN 9787806439692.
39. ↑  中国第二历史档案馆. . . 南京: 凤凰出版社. 2005. ISBN 9787806439692.
40. ↑  . 台北: 國軍歷史文物館.   [2017-04-16]. （原始内容存档于2017-02-17）.